# Oudedijk (Het Hogeland)
Pour les articles homonymes, voir Oudedijk.
Oudedijk est un hameau qui fait partie de la commune de Het Hogeland dans la province néerlandaise de Groningue.